# Alpheus thomasi
Espèce
Alpheus thomasi est une espèce de crevettes marines de la famille des Alpheidae.

## Habitat et répartition
Cette crevette est une espèce présente dans les eaux de l'océan Atlantique nord, au large des États-Unis (Floride, Golfe du Mexique).

## Étymologie
Son nom spécifique, thomasi, lui a été donné en l'honneur du Dr. Lowell P. Thomas, de l'université de Miami, collègue et ami des auteurs. 

## Publication originale
- (en) Hendrix & Gore, 1973 : Studies on Decapod Crustacea from the Indian River Region of Florida I. Alpheus Thomasi New Species a New Snapping Shrimp from the Subtropical East Coast of Florida (Crustacea: Decapoda: Caridea). Proceedings of the Biological Society of Washington, vol. 86, n. 35, pp. 413-422 (texte intégral).